# Hopcalite
Hopcalite (auch Hopcalit oder eingedeutscht Hopkalit) ist die Bezeichnung für Misch-Katalysatoren, die hauptsächlich aus Mangandioxid und Kupfer(II)-oxid bestehen. Daneben können sie weitere Metalloxide enthalten, beispielsweise Cobaltoxide und Silber(I)-oxid. Der Name Hopcalite leitet sich von der Johns Hopkins University („Hop“) und der University of California („Cal“) ab, an denen im Verlauf von grundlegenden Untersuchungen zur Kohlenmonoxid-Oxidation während des Ersten Weltkrieges und in den 1920er Jahren diese Katalysatoren entdeckt wurden.
Hopcalite katalysieren die Oxidation von giftigem Kohlenmonoxid (CO) zum relativ harmlosen Kohlendioxid (CO2) durch (Luft-)Sauerstoff (O2) bei Raumtemperatur. Deswegen werden sie in den Filtern von Gasmasken und anderen Atemschutzgeräten verwendet. Sicherheitshalber auch bei Tauchluftkompressoren, wenn diese, wie auf Schiffen, mit Verbrennungsmotoren angetrieben werden. Daneben katalysieren Hopcalite die Oxidation verschiedener organischer Verbindungen bei erhöhter Temperatur (200–500 °C).
Zur Herstellung von Hopcaliten im Labor und im industriellen Maßstab sind verschiedene Methoden bekannt, wie hier beispielhaft aufgeführt:
- Physikalisches Mischen der (feinverteilten) Metalloxide
- Gemeinsame Fällung der Metalloxide aus Metallsalzlösungen (siehe Salze)
- Thermische Zersetzung von Mischungen der Metallnitrate (siehe Nitrat) und Metallcarbonate (siehe Carbonat)
- Einstufige Synthese via Flammensprühpyrolyse aus organischen und anorganischen Präkursorsystemen[1]

Zusammensetzungen sind beispielsweise 60 % MnO2 / 40 % CuO oder 50 % MnO2 / 30 % CuO / 15 % CoO und 5 % Ag2O.
Obwohl Katalysatoren auf Hopkalitbasis schon seit Jahrzehnten in der Praxis verwendet werden, sind viele Fragen bezüglich ihrer Wirkungsweise noch offen. Das liegt an ihren komplexen Strukturen, die es erschweren, Informationen über die aktiven Zentren und die Mechanismen der Katalyse und Deaktivierung zu erhalten.
Siehe auch: Katalyse, Katalysator, heterogene Katalyse